# Gary Johnson
Gary Earl Johnson (* 1. ledna 1953 Minot, Severní Dakota) je americký podnikatel, bývalý guvernér státu Nové Mexiko za Republikánskou stranu a následně opakovaně prezidentský kandidát za Libertariánskou stranu.
Je znám svými názory na pomezí libertariánství a fiskálního konzervatismu.

## Život
Vystudoval politickou vědu na University of New Mexico. Založil společnost Big J Enterprises zaměřenou na domácí řemeslnické práce, která se rozrostla v jednu z největších v Novém Mexiku. Prodal ji v roce 1999.
Do politiky vstoupil v roce 1994, a to rovnou kandidaturou na guvernéra Nového Mexika. Získal republikánskou nominaci a ve volbách porazil stávajícího guvernéra demokrata Bruce Kinga. Guvernérem pak byl po dvě volební období mezi lety 1995 a 2003.
Johnson byl původně jedním z kandidátů v republikánských primárkách pro prezidentské volby v roce 2012. V prosinci 2011 však oznámil kandidaturu za Libertariánskou stranu. Ve volbách pro něj hlasovalo 1 257 971 voličů, což představovalo 0,99 procenta všech hlasů. I když nedosáhl svého cíle překročit pětiprocentní hranici, označil výsledek za úspěch.
V roce 2016 opět kandidoval na prezidenta. Jeho viceprezidentským spolukandidátem byl bývalý guvernér státu Massachusetts William Weld. Nominaci Libertariánské strany získal v květnu.

## Politické názory
Je pro nízké daně, pro zrušení federální minimální mzdy, omezování byrokracie, omezení sociálních programů financovaných z veřejných zdrojů, liberální přístup k imigraci, pro homosexuální sňatky, proti válce s drogami (včetně dekriminalizace marihuany), proti zahraničním vojenským intervencím v Iráku a Libyi a pro vyrovnaný rozpočet.